# Acromyrmex lobicornis
Acromyrmex lobicornis är en myrart som först beskrevs av Carlo Emery 1888.  Acromyrmex lobicornis ingår i släktet Acromyrmex och familjen myror.

## Underarter
Arten delas in i följande underarter:
- A. l. cochlearis
- A. l. ferrugineus
- A. l. lobicornis
- A. l. pencosensis
- A. l. pruinosior